# Jozef Van der Meulen
Jozef Van der Meulen   (24 de març de 1869 - 26 de setembre de 1931) va ser un compositor, professor de música, crític musical i director d'orquestra belga.
Van der Meulen va estudiar al Conservatori Reial de Gant, entre d'altres, amb Karel Miry i Adolphe Samuel (composició). Va rebre els primers premis de solfeig i viola (1887), harmonia i contrapunt (1888) i fuga (1889). Va participar en el prestigiós Prix de Rome tres vegades, el 1891 va rebre un esment honorífic per la seva obra Andromède, el 1893 va guanyar un segon premi amb Lady Macbeth i el 1897 amb Comala un segon premi.
A partir de 1896 va ser nomenta professor al Conservatori Reial de Gant, primer en solfeig i, des de 1919, per l'harmonia.
Com a compositor Van der Meulen era un entusiasta admirador de Peter Benoit: va compondre nombroses cantates i oratoris populars, en què exposa la lluita dels treballadors socialistes. Procedent d'una família obrera, va romandre actiu al llarg de la carrera com a compositor i director dins del moviment socialista. Ell els va ajudar amb moltes oportunitats per treballar com tornar aviat les persones sacrificades (1911), un drama líric sobre la vida d'Emiel Moyson amb lletra del socialista i activista flamenc Johan Lefèvre, sinó també les marxes, cors, cançons i cantates com ara El Groeninghekouter (1902). Esdevé director de diverses associacions de música socialistes: «van Arteveldes Zonen» (els fills de Van Artevelde), la societat Van Crombrugge Genootschap, el Victoria, el Marxkring (coral d'homes) el Nelliering (coral de Dones) i el 1892 la banda simfònica Harmonie Vooruit (Harmonia Endavant) (des de 1892). Com a director d'orquestra, durant trenta anys va professionalitzar la banda Vooruit, que entre d'altres sempre obria el seguici funebre dels militants prominents del partit socialista de Gant, per als quals va compondre marxes i cants funebres.
Juntament amb Florimond van Duyse va organitzar un cicle de «Vesprades de cançó per al Poble» en les quals posà un públic obrer en contacte amb l'obra de Ludwig van Beethoven i Richard Wagner. A aquest últim va dedicar diversos articles, com ara una biografia, una anàlisi de Tannhäuser (1897) i els aspectes revolucionaris del compositor (1913). També va treballar com a crític musical per al diari Vooruit. L'escriptor Maurits Sabbe (1873-1938) com un dels compositors d'un grup que va contribuir al renaixement de la música flamenca, després d'un llarg perióde d'ocàs i escriu el 1911: «aquests artistes que ens van prodigar composicions extraordinàries i durables, que porten a les seves mans una rica promesa per al futur».
Com a compositor va escriure per a diferents gèneres i també va estar actiu en el teatre de música.